# Biệt thự trắng
Biệt thự trắng (tên cũ: Án mạng cô nhi viện) là một bộ phim truyền hình được thực hiện bởi Đài Phát thanh - Truyền hình Vĩnh Long do Bùi Ngọc Nam Phương làm biên kịch, đạo diễn. Phim phát sóng vào lúc 20h00 từ thứ 6, 7 hàng tuần bắt đầu từ ngày 26 tháng 2 năm 2016 và kết thúc vào ngày 26 tháng 3 năm 2016 trên kênh THVL1.

## Nội dung
Biệt thự trắng xoay quanh đôi vợ chồng trẻ Minh Phạm (Quý Bình) và Quỳnh Như (Anh Thư). Nhận được lời mời từ một người bạn, cả hai đã quyết định đi hưởng tuần trăng mật tại căn biệt thự ở Đà Lạt. Kể từ đây, những sự việc kỳ lạ, bí ẩn bắt đầu xảy ra, tiếng khóc thảm thiết, tiếng bước chân dồn dập và hình bóng thấp thoáng nơi cửa sổ khiến Quỳnh Như luôn có cảm giác lo lắng và sợ hãi về điều đang được ẩn giấu...

## Diễn viên
- Quý Bình trong vai Minh Phạm[4]
- Anh Thư trong vai Quỳnh Như[4]
- Võ Thành Tâm trong vai Thế Thành[4]
- Quỳnh Giao trong vai Tuyết
- Hà Minh Ngọc trong vai Khánh Hà
- Kiều Mai Lý trong vai Bà Quý
- Mạc Can trong vai Ông già mộng du
- Hồng Sáp trong vai Bà bán vàng mã

Cùng một số diễn viên khác....

## Ca khúc trong phim
Bài hát trong phim là ca khúc "Tình bạn" do Yên Lam sáng tác và Trần Hồng Kiệt thể hiện.